# Segnapunti
In diversi sport il segnapunti è colui che compila il referto di gara in tutte le partite ufficiali.

## Pallacanestro
Nella pallacanestro il suo ruolo consiste nel compilare il referto di gara, suddiviso in 4 copie, registrando il punteggio progressivo, i falli di ciascun giocatore e di squadra, i time out e il risultato finale. Gestisce le sostituzioni e le sospensioni, aiutato dai 2 colleghi cronometrista e addetto ai 24 secondi, quest'ultimo però, solo a livello provinciale. È anche responsabile della corretta applicazione della regola del possesso alternato. Il segnapunti si trova al centro del tavolo degli ufficiali di campo.

### Abbigliamento
L'abbigliamento di un segnapunti nel basket è caratterizzato da una maglia azzurra (come quella di tutti gli ufficiali di campo), pantalone nero e scarpe nere.

## Pallavolo
Anche nella pallavolo, il segnapunti è seduto ai lati del campo più o meno in corrispondenza della rete. Il compito del segnapunti è quello di segnare il punteggio e soprattutto di controllare che vengano rispettati i turni di servizio (compito fondamentale dato che, nel caso una squadra non rispetti i turni di servizio, nel momento in cui lo stesso segnapunti si accorge dell'anomalia, la squadra che ha infranto la regola perde tutti i punti conquistati fino a quel momento a partire dall'istante in cui i turni di servizio erano irregolari). Inoltre, annota il punteggio corrente al momento di ogni sostituzione oltre alle eventuali sanzioni disciplinari. Al momento di una sostituzione o quando l'arbitro deve infliggere una sanzione, il gioco non può riprendere finché il segnapunti non ha terminato di annotare l'evento: in tali casi il segnapunti segnala ai due arbitri che il gioco può riprendere alzando entrambe le braccia.